# Gibberula moscatellii
Gibberula moscatellii is een slakkensoort uit de familie van de Cystiscidae. De wetenschappelijke naam van de soort is voor het eerst geldig gepubliceerd in 2004 door Boyer.